# Sully Prudhomme
René François Armand (Sully) Prudhomme (Párizs, 1839. március 16. – Châtenay-Malabry, 1907. szeptember 6.) francia költő és esszéíró, az első irodalmi Nobel-díjas.

## Életpályája
Kereskedő családból származott. Mérnöki pályára készült, de szembaja miatt abba kellett hagynia műszaki tanulmányait. Ezt követően irodalmat és jogot tanult, és egy ügyvédi irodában vállalt munkát. Költeményeit először a „Conférence La Bruyère” nevű diáktársaságban mutatta be, majd az ott kapott bátorítás nyomán a tágabb nyilvánosság elé lépett. Első kötetet, a Stances et Poèmes (1865) kedvező kritikát kapott Sainte-Beuve-ől és megalapozta hírnevét.
Sully Prudhomme filozófiai és tudományos érdeklődéssel ötvözte a parnasszisták formai tökélyre törekvéseit és eleganciáját; ez tükröződik abban, hogy lefordította Lucretius De Rerum Natura című művének első könyvét (1878-79). További verskötetei: Croquis Italiens (1866-68); Solitudes (1869); Impressions de la guerre (1870); Les Destins (1872); La Révolte des fleurs (1872); La France (1874); Les Vaines Tendresses (1875); La Justice (1878); Le Bonheur (1888). Verseire Fauré, Respighi, Gounod és Hubay Jenő komponáltak dalokat. A Les Épaves (1908) című kötete halála után jelent meg. Pascalról írt könyve a La Vraie Religion selon Pascal (1905).

## Életműve
Noha a köztudatban remeteként maradt meg, Sully Prudhomme nem fordult el a közélettől: az elsők között állt ki Alfred Dreyfus mellett, és másokkal együtt tiltakozott az Eiffel-torony megépítése ellen. 1881-től haláláig a Francia Akadémia tagja volt,  1901 májusában a Magyar Tudományos Akadémia külső tagjává választották. Ugyanebben az évben kapta meg az első alkalommal kiosztott irodalmi Nobel-díjat, melynek összegét a francia írószövetségnek hagyta az elsőkötetes költők segítésére.
Verseit többek között Kosztolányi Dezső fordította magyarra, magyar nyelvű kötete azonban nem jelent meg.
Azért nincs okunk, hogy idegenkedjünk ettől a hűvös márványpiedesztálon ülő költőtől. Fehér, átlátszó üveglélek volt, melyet a legkisebb csekélység is megkarcolt, és dallamos zengésbe hozott. Ez a tiszta, zengő üvegzene, ez a lányos hajlékonyság, ez a sensibilité raffinée az, ami Sullyt, e pár excellence lánylelkű költőt igazán jellemzi. A Vase brisé ízléses poétája nem érchúrokat, hanem vékony selyemszálakat kötött a lantjára, melyeken virágokról, enyhe csalódásokról, lányos bánatokról vert ki szelíd, elmélyülő dalokat. Tevékenysége a csipkeverő, az üvegfestő, az ötvös munkájához hasonlított inkább, mint a költőéhez.